# رازبة أمريكية
رازبة أمريكية (الاسم العلمي:Rhizopus americanus) هي نوع من الفطريات تتبع جنس الرازبة من الفصيلة العفنية.